# 古典现实主义
古典现实主义（英语：Classical Realism）是国际关系理论的一种思想流派。它假设主权国家是国际关系体系的主要参与者，没有超国家的国际权威，所有国家出于自身利益行事，国家渴望权力进行自保。古典现实主义理论对人性持悲观态度，认为人性本恶，本质上不是仁慈的，而是自私自利的。因此，古典现实主义特别强调人性和国内政治是解释国家行为和国家间冲突的原因的关键因素。它强调，由于国际的无政府状态，且国家是人的集合体，所以这种人性的恶反映在国际政治中。
现代的古典现实主义出现于两次世界大战期间（1918-1939年），它深受传统的现实政治（Realpolitik）思想的影响。现代的古典现实主义的诞生是对第一次世界大战后以伍德罗·威尔逊为代表的理想主义和乌托邦理论在国际关系中的突出地位的回应。古典现实主义作家借鉴了早期政治思想家的想法。虽然修昔底德、马基雅维利、托马斯·霍布斯、俾斯麦的思想不是现代古典现实主义的一部分，但他们的著作被认为对该理论的发展很重要，这些思想家有时被用来证明现实主义思想的“永恒”。第二次世界大战后，古典现实主义在学术和外交政策领域越来越受欢迎。爱德华·霍列特·卡尔、乔治·凯南、汉斯·摩根索、雷蒙·阿隆、罗伯特·吉尔平等人是古典现实主义理论的核心贡献者。
在1960至1970年代，强调通过客观、定量的方式解释和预测政治行为的行为主义政治学兴起，因此发生了国际关系学的第二次“大辩论”，结构现实主义（新现实主义）开始崛起，该理论反对古典现实主义将人性作为分析基础，而是提出通过国际权力体系的无政府结构来解释国家间冲突。新现实主义学者批评古典现实主义理论缺乏科学性。古典现实主义者强调人性是解释国际体系的主要形式，而新现实主义者则强调国际权力结构。肯尼斯·沃尔兹的《国际政治理论》是这场大辩论中的关键文本，此书认为国际无政府状态是国际政治的核心要素。在此之后，古典现实主义开始衰落。
冷战后，由于其理论没有预测到苏联解体，结构现实主义的解释力遭遇到巨大质疑，现实主义学派遭到来自新自由主义和建构主义的挑战，于是，融合了古典现实主义和结构现实主义思想的新古典现实主义在1990年代兴起。至此，古典现实主义思想借助新古典现实主义的兴起而再次回到人们的视野中。